# Вантоз
Ванто́з (фр. ventôse фр. вимова: [vɑ̃toz], первісний правопис ventose, від лат. ventosus — «вітряний, вітристий») — шостий місяць (19/21 лютого — 20/21 березня) французького республіканського календаря, що діяв з жовтня 1793 по 1 січня 1806.
Як і всі місяці французького республіканського календаря, вантоз складався з 30 днів, що поділялися на 3 декади. Кожен день мав назву сільськогосподарської рослини, крім п'ятого та десятого дня, що мали назву свійської тварини або сільськогосподарського приладу відповідно.